# Czołg rozpoznawczy

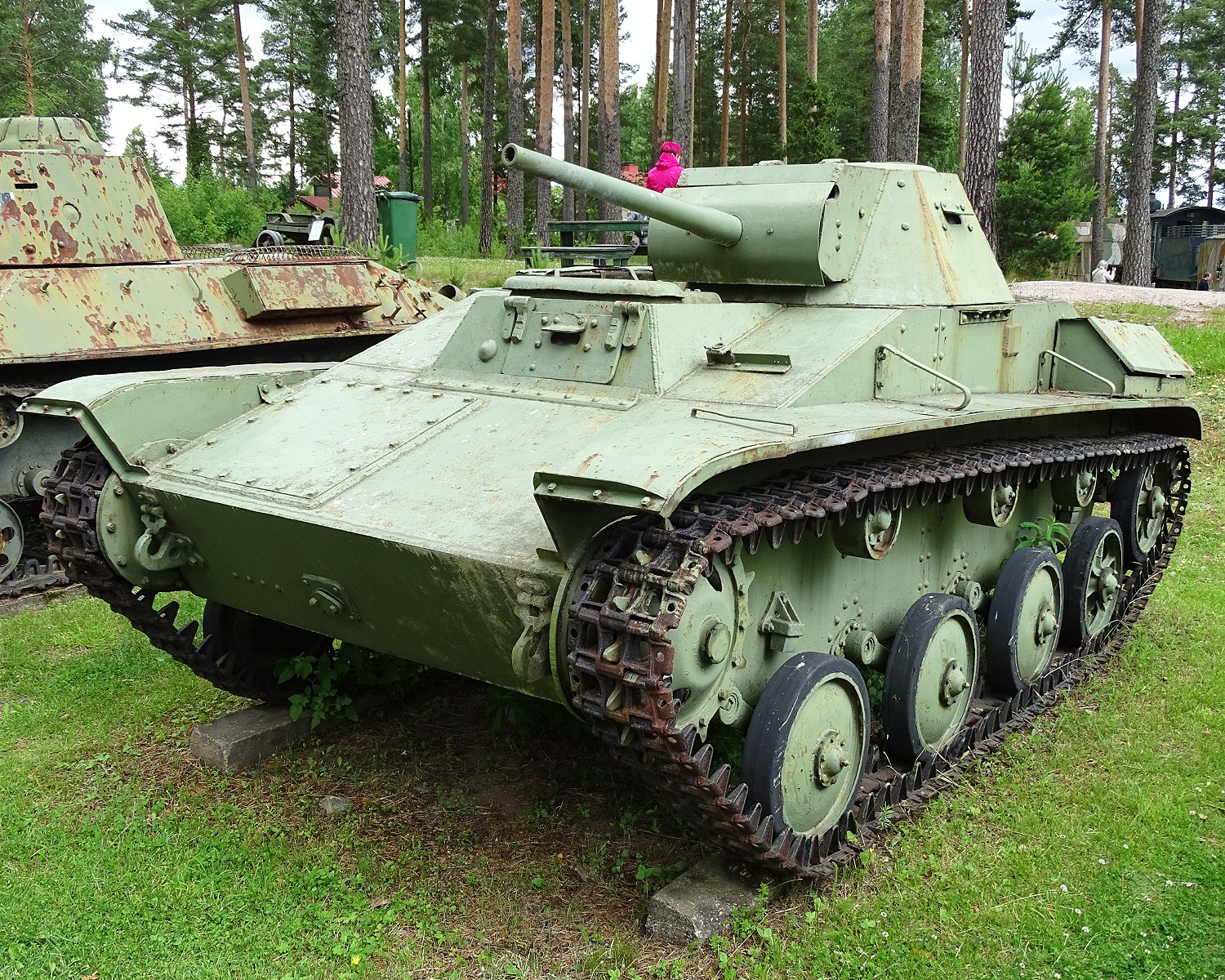
Czołg rozpoznawczy (T-60)

Czołg rozpoznawczy – mały, bardzo mobilny czołg o zasadniczej funkcji prowadzenia rozpoznania na rzecz własnych oddziałów. Charakteryzował się słabym uzbrojeniem – głównie w karabin maszynowy (7,92 mm, 7,62 mm, 7,5 mm), nkm/wkm (12,7 mm), małokalibrowe działko 20–40 mm. Jedną z największych wad czołgu rozpoznawczego (wynikającą z potrzeby uzyskania wysokiej prędkości i znacznego zasięgu) był jego słaby pancerz.
Przedstawicielami takiego rodzaju czołgu były:
- brytyjskie czołgi lekkie - Mk V, Mk VI
- francuskie czołgi lekkie - Renault AMR VM, Renault AMR ZT
- radzieckie czołgi lekkie - T-37A, T-38, T-40, T-60, T-70

Polskie tankietki TK-3 i TKS, określane jako czołgi rozpoznawcze, praktycznie nie były przystosowane do realizacji tego typu zadań.